# Ирсина
Ирсѝна (на италиански: Irsina, на местен диалект Mondëpëlòsë, Мондъпълозъ) е градче и община в Южна Италия, провинция Матера, регион Базиликата. Разположено е на 548 m надморска височина. Населението на общината е 5025 души (към 2012 г.).